# Potentialausgleichsschiene

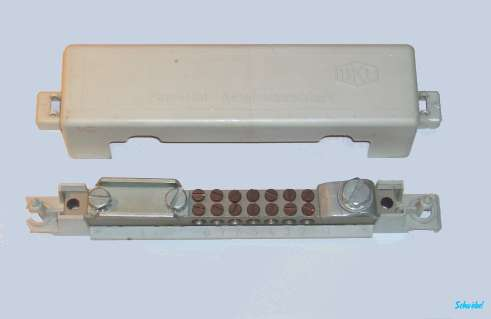
Potentialausgleichsschiene mit Abdeckung

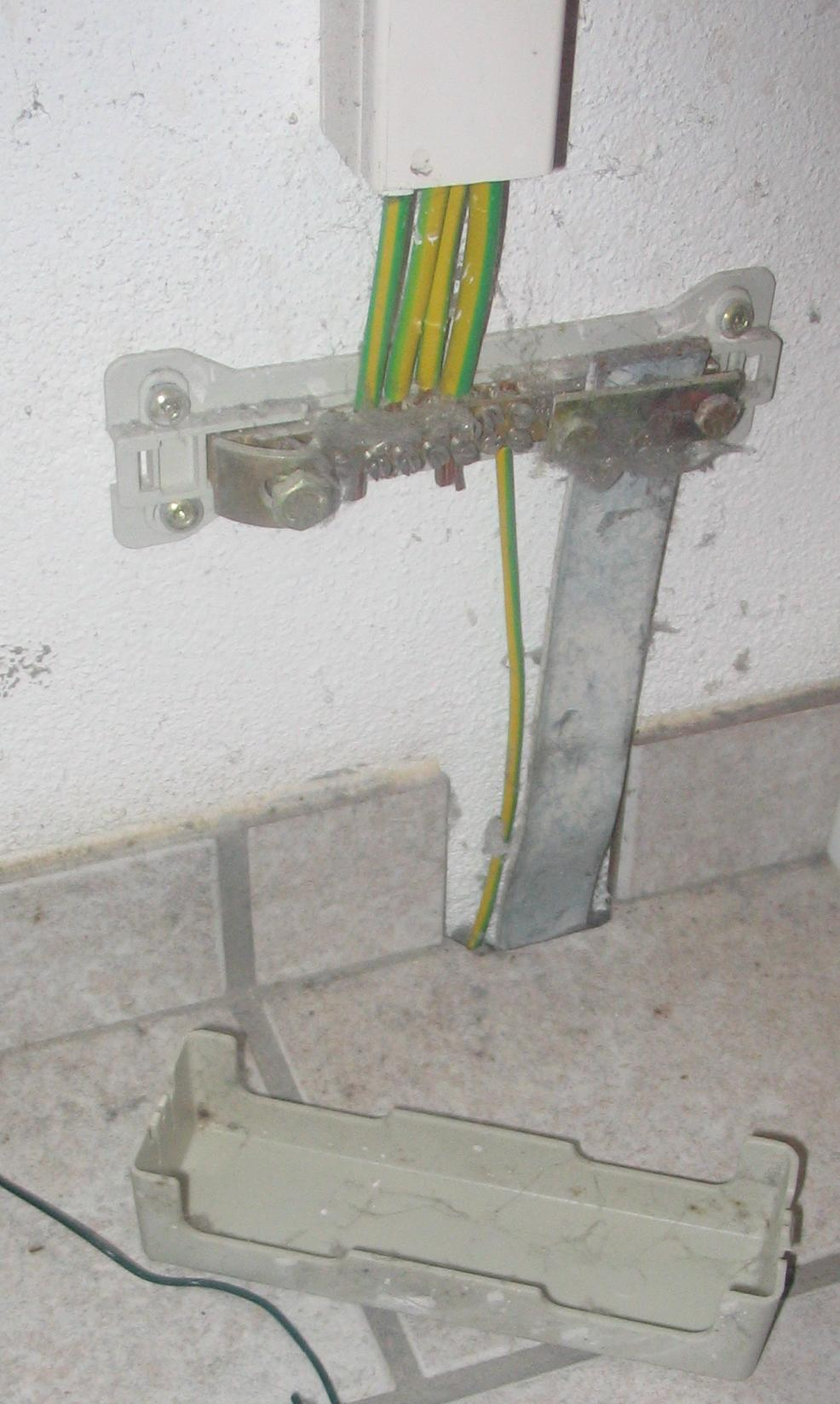
Eine installierte Potentialausgleichsschiene

Die Potentialausgleichsschiene dient dem Potentialausgleich und ist ein Bestandteil der Elektroinstallation und des inneren Blitzschutzes eines Gebäudes. Sie besteht aus einer Metallleiste, auf der Schraubklemmen verschiedener Größe angebracht sind. Diese dienen zum Anschluss von Erdungs- und Schutzleitungen in Innenräumen. Die Potentialausgleichsschiene legt alle über sie miteinander verbundenen metallenen Strukturen und Einrichtungen eines Gebäudes sowie den Fundamenterder auf ein gemeinsames Erdpotential.
Die üblicherweise an die Potentialausgleichsschiene angeschlossenen Gebäudeeinrichtungen sind unter anderem:
- Erder(-anlage), insbesondere der Fundamenterder
- Schutzleiter der Elektroinstallation
- der Potentialausgleichsleiter am HÜP (Hausübergabepunkt) des Kabelfernsehens
- Verteilerschränke der Kommunikationsinfrastruktur sowie evtl. die Telefonanlage
- PE-Anschluss von Überspannungsableitern
- die Blitzschutzanlage
- alle metallischen Baukonstruktionsteile, wie
  - Heizungs-, Wasser- und Gasrohre
  - Tankrohrleitungen (über Funkenstrecke)
  - Antennenanlage
  - Kabelfernsehanlage
  - Satellitenanlage
  - Aufzugsanlage
  - Handläufe und Geländer aus Metall

Die Einbeziehung von metallischen Badewannen und Duschwannen in den Potentialausgleich wird nicht mehr gefordert. Stattdessen muss ein Zusatzpotentialausgleich geschaffen werden, der alle leitfähigen Rohrsysteme nahe beim Eintritt der Leitungen in das Bad einbezieht.
Mit Ausnahme der Erdungsanlage, der Schutzleiter und der Blitzschutzanlage werden die Anschlüsse in der Regel mit Kupferleitern in einem Mindestquerschnitt von 2,5 mm² bei mechanisch geschützter bzw. 4 mm² bei ungeschützter Verlegung ausgeführt.

## Normen
- DIN VDE 0618 Teil 1: Potentialausgleichsschiene (PAS) für den Hauptpotentialausgleich
- DIN VDE 0100-410:2018-10 Teil 4: Schutz gegen elektrischen Schlag